# NGC 6080
NGC 6080 é uma galáxia espiral (Sab) localizada na direcção da constelação de Serpens. Possui uma declinação de +02° 10' 40" e uma ascensão recta de 16 horas, 12 minutos e 58,5 segundos.
A galáxia NGC 6080 foi descoberta em 30 de Março de 1887 por Lewis A. Swift.